# روبرتو كاروسو
روبرتو كاروسو (بالإيطالية: Roberto Caruso)‏ ولد بتاريخ 23 مايو 1967 في سانيكاندرو دي باري، إيطاليا، هو دراج إيطالي سابق في صنف سباق الدراجات على الطريق.

## الميداليات
| الميدالية | المسابقة                                    |
| --------- | ------------------------------------------- |
| فضية      | بطولة العالم لسباق الدراجات على الطريق 1990 |

## روابط خارجية
- روبرتو كاروسو على موقع أرشيف الدراجات (الإنجليزية)
- روبرتو كاروسو على موقع إحصائيات الدراجات الإحترافية (الإنجليزية)
- روبرتو كاروسو على موقع CycleBase (الإنجليزية)